# 劉鐶之
劉鐶之（？—1821年），字信芳，清朝政治人物。山東諸城人，祖籍江南省砀山县（明弘治间始祖福公自南直隶砀山县迁山东诸城县）。

## 生平
劉統勳之孫，劉墉之侄。乾隆五十四年（1789年）進士，選翰林院庶吉士，散館授檢討。累遷至戶部尚書，兼領順天府府尹。嘉慶二十二年（1817年），仁宗自熱河返回京師，鐶之入見，因無法回答仁宗提問被斥責，以侍郎候補，又累遷吏部尚書，加太子少保。道光元年（1821年）卒，朝廷赐恤，諡文恭。《清史稿》有传。

## 外部連結
- 劉鐶之 （页面存档备份，存于）

| 官衔          | 官衔                                                                                    | 官衔          |
| ------------- | --------------------------------------------------------------------------------------- | ------------- |
| 前任： 劉權之 | 兵部漢尚書 嘉慶十六年五月辛巳－嘉慶十九年六月辛巳 （1811年6月24日－1814年8月7日）       | 繼任： 初彭齡 |
| 前任： 潘世恩 | 戶部漢尚書 嘉慶十九年六月辛巳－嘉慶二十二年九月辛酉 （1814年8月7日－1817年10月30日）    | 繼任： 盧蔭溥 |
| 前任： 吳璥   | 吏部漢尚書 嘉慶二十五年二月癸卯－道光元年十二月癸巳 （1820年3月30日－1822年1月9日）     | 繼任： 盧蔭溥 |
| 前任： 戴聯奎 | 兵部漢尚書 嘉慶二十五年三月戊辰－嘉慶二十五年九月壬戌 （1820年4月24日－1820年10月15日） | 繼任： 茹棻   |